# Family Guy (11.ª temporada)
A décima primeira temporada de Family Guy começou a ser exibida no canal FOX dos Estados Unidos, em 30 de Setembro de 2012. A série segue a disfuncional família Griffin, que tem como membros o pai Peter, a mãe Lois, a filha Meg, o filho Chris, o bebê Stewie e o cão da família Brian, que residem em sua cidade natal de Quahog.[carece de fontes?]

## Episódios
| Nº | Nº           | Título                                                    | Diretor(es)    | Escritor(es)                     | Data da transmissão     | Código de produção | Audiência (em milhões) |
| Na série | Na temporada | Título                                                    | Diretor(es)    | Escritor(es)                     | Data da transmissão     | Código de produção | Audiência (em milhões) |
| --- | ------------ | --------------------------------------------------------- | -------------- | -------------------------------- | ----------------------- | ------------------ | ---------------------- |
| 189 | 1            | " Into Fat Air" A Escalada                                | Joseph Lee     | Alec Sulkin                      | 30 Setembro de 2012     | 9ACX21             | 6.55                   |
| Peter aposta com o ex-namorado de Lois que consegue chegar ao topo do Everest primeiro que ele. |              |                                                           |                |                                  |                         |                    |                        |
| 190 | 2            | " Ratings Guy" O Campeão de Audiência                     | James Purdum   | Dave Ihlenfeld & David Wright    | 7 de Outobro de 2012    | AACX01             | 6.70                   |
| Peter rouba vários caixas Nielsen para poder controlar a programação da TV, o Povo de Quahog fica irritado com a nova programação assim Peter tem que deixar a programação da TV como era antes de suas ideias idiotas. |              |                                                           |                |                                  |                         |                    |                        |
| 191 | 3            | " The Old Man and the Big 'C'" O 200º Episodio            | Brian Iles     | Mike Desilets & Anthony Blasucci | 4 de Novembro de 2012   | 9ACX22             | 5.11                   |
| Visando Mais lucros, a empresa farmacêutica de Carter omite do público a descoberta de uma cura para o câncer. Brian e Stewie planejam expor o segredo. |              |                                                           |                |                                  |                         |                    |                        |
| 192 | 4            | " Yug Ylimaf" A Máquina do Tempo Pirou                    | John Holmquist | Mark Hentemann                   | 11 de Novembro de 2012  | AACX04             | 5.57                   |
| Brian usa a maquina do tempo de Stewie sem sua permissão para atrair garotas mas ele acaba fazendo o tempo andar ao contrário, Brian e Stewie devem consertar isso antes que Stewie acabe não nascendo. |              |                                                           |                |                                  |                         |                    |                        |
| 193 | 5            | " Joe's Revenge" A Vingança de Joe                        | Bob Bowen      | Julius Sharpe                    | 18 de Novembro de 2012  | AACX03             | 5.14                   |
| O Criminoso que atirou em Joe e o colocou em uma cadeira de rodas virou fugitivo, e Quagmire, Joe e Peter unem forças para encontra-lo |              |                                                           |                |                                  |                         |                    |                        |
| 194 | 6            | " Lois Comes Out of Her Shell" Vida nova Para Lois        | Joe Vaux       | Danny Smith                      | 25 de Novembro de 2012  | AACX05             | 5.77                   |
| Lois está passando pela crise de meia idade, e Peter tenta acompanhar seu novo estilo de vida inconsequente. Enquanto isso Stewie leva uma tartaruga do parque para casa. |              |                                                           |                |                                  |                         |                    |                        |
| 195 | 7            | " Friends Without Benefits" Amigos Sem Benefícios         | Jerry Langford | Cherry Chevapravatdumrong        | 9 de Dezembro de 2012   | AACX02             | 5.64                   |
| Meg finalmente Cria coragem para convidar Kent para sair, mas fica devastada ao descobrir que ele é gay e que ele esta interessado em Chris. |              |                                                           |                |                                  |                         |                    |                        |
| 196 | 8            | " Jesus, Mary and Joseph!" Jesus,Maria e José!            | Julius Wu      | Tom Devanney                     | 23 de Dezembro de 2012  | AACX07             | 5.49                   |
| A família se reúne ao redor da árvore de Natal, e Peter conta sua própria versão da historia do nascimento de Jesus |              |                                                           |                |                                  |                         |                    |                        |
| 197 | 9            | " Space Cadet" Acampamento Espacial                       | Pete Michels   | Alex Carter                      | 6 de Janeiro de 2013    | AACX06             | 7.21                   |
| Cris vai a um acampamento espacial mas acaba não se acostumando com lugar então os Griffins vão ao acampamento para busca-lo mas acabam acidentalmente indo ao Espaço. |              |                                                           |                |                                  |                         |                    |                        |
| 198 | 10           | " Brian's Play" Uma Moda Passageira                       | Joseph Lee     | Gary Janetti                     | 13 de Janeiro de 2013   | AACX08             | 6.01                   |
| Brian cria uma peça que se torna o maior sucesso em Quahog, mas perde sua confiança quando descobre que Stewie escreveu uma peça melhor que a dele em uma só noite |              |                                                           |                |                                  |                         |                    |                        |
| 199 | 11           | " The Giggity Wife" A Esposa do Quagmire                  | Brian Iles     | Andrew Goldberg                  | 27 de Janeiro de 2013   | AACX09             | 5.63                   |
| Ao visitar a universidade de Harvard, Quagmire acidentalmente se casa com uma prostituta. Para se livrar do casamento Quagmire e Peter fingem ser amantes. |              |                                                           |                |                                  |                         |                    |                        |
| 200 | 12           | " Valentine's Day in Quahog" Dias Dos Namorados em Quahog | Bob Bowen      | Daniel Palladino                 | 10 de Fevereiro de 2013 | AACX11             | 4.71                   |
| Meg conhece um cara pela internet e vai a um encontro com ele, Peter e Lois decidem passar o dia todo na cama, Cris acaba conhecendo uma garota na casa do Senhor Herbert, e Brian não tem nenhum plano para o dia dos namorados o que leva a Stewie a convidar todas ao suas ex-namoradas para um encontro com Brian. |              |                                                           |                |                                  |                         |                    |                        |
| 201 | 13           | " Chris Cross" Cris em Crise                              | Jerry Langford | Anthony Blasucci & Mike Desilets | 17 de Fevereiro de 2013 | AACX10             | 4.87                   |
| Cria não pode comprar um tênis novo o que o leva a roubar o dinheiro de Lois, Meg o vê e o obriga a fazer coisas para ela em troca de que ela não o entregue, Cris não consegue viver assim e acaba fugindo para casa do Senhor Herbert que descobre que não é tão bom viver com Cris. Stewie tenta convencer Brian de que a músicas de Anne Murray em especial Snowbird são ótimas, ambos discutem o significado da música o que lava eles até a casa de Anne Murray. |              |                                                           |                |                                  |                         |                    |                        |
| 202 | 14           | " Call Girl" A Garota do Disk Sexy                        | John Holmquist | Wellesley Wild                   | 10 de Março de 2013     | AACX12             | 5.27                   |
| A procura de um emprego, Lois e descoberta por um empresario de dubladores que na verdade administrava um serviço de Sexo por telefone. |              |                                                           |                |                                  |                         |                    |                        |
| 203 | 15           | " Turban Cowboy" Cowboy de Turbante                       | Joe Vaux       | Artie Johann & Shawn Ries        | 17 de Março de 2013     | AACX13             | 4.92                   |
| Após ser internado no hospital devido a um acidente de paraquedas, Peter fica amigo de um Marmoud, que o convence a se converter ao Islamismo. |              |                                                           |                |                                  |                         |                    |                        |
| 204 | 16           | " 12 and a Half Angry Men" 12 Homens e Meia Sentença      | Pete Michels   | Ted Jessup                       | 24 de Março de 2013     | AACX14             | 5.16                   |
| Peter, Brian, Quagmire, Consuela, Carter, Carl, Tom tucker, Mort, Dr. Elmer Hartman, Senhor Herbert, Bruce, Seamus, devem julgar se o prefeito West é inocentado ou não de uma acusação de assassinato. |              |                                                           |                |                                  |                         |                    |                        |
| 205 | 17           | " Bigfat" O Barrigudo                                     | Julius Wu      | Brian Scully                     | 14 de Abril de 2013     | AACX15             | 5.02                   |
| Peter, Quagmire e Joe sofrem um acidente de avião na selva. Meses depois Peter e encontrado transformado em uma criatura ferros que não consegue se comunicar. |              |                                                           |                |                                  |                         |                    |                        |
| 206 | 18           | " Total Recall" Recall Total                              | Joseph Lee     | Kristin Long                     | 28 de Abril de 2013     | AACX16             | 4.89                   |
| Após o ursinho Rupert ser chamado para um recall, Stewie faz o impossível para recuperar seu amigo. Enquanto isso, Lois substitui Peter no campeonato de Boliche. |              |                                                           |                |                                  |                         |                    |                        |
| 207 | 19           | " Save the Clam" Salve a Ostra                            | Brian Iles     | Chris Sheridan                   | 5 de Maio de 2013       | AACX18             | 4.79                   |
| O Proprietário do Ostra Bêbada é assassinado, e o bar fecha. Peter, Quagmire e Joe precisam encontrar uma maneira de salvar o bar. |              |                                                           |                |                                  |                         |                    |                        |
| 208 | 20           | " Farmer Guy" Bancando o Fazendeiro                       | Mike Kim       | Patrick Meighan                  | 12 de Maio de 2013      | AACX19             | 4.82                   |
| A violência em Quahog aumenta drasticamente e Peter compra uma fazenda para fugirem da violência, mas os Griffins não conseguem viver na fazenda o que leva a Brian fazer um curso de agronomia enquanto Brian está fora o resto dos Griffins se tornam traficantes de drogas. |              |                                                           |                |                                  |                         |                    |                        |
| 209 | 21           | " Roads to Vegas" Rumo a Las Vegas                        | Greg Colton    | Steve Callaghan                  | 19 de Maio de 2013      | AACX20             | 5.28                   |
| Brian e Stewie fazem uma viagem para Las Vegas antes tentam ir com um tele transportador, mas o tele transportador dá defeito e cria um clone de cada um o que leva aos clones ficar incrivelmente sortudos e os originais se tornarem super pobres o que leva a eles se meterem com criminosos e serem ameaçados de morte |              |                                                           |                |                                  |                         |                    |                        |
| 210 | 22           | " No Country Club for Old Men" Somente Para Sócios        | Jerry Langford | Teresa Hsiao                     | 19 de Maio de 2013      | AACX21             | 5.16                   |
| Os Griffins são chamados para entrar em um clube de campo conceituado, e evidentemente são expulsos. |              |                                                           |                |                                  |                         |                    |                        |